# Беппу (залив)
Беппу (яп. 別府湾 бэппу-ван) — залив в Японии в западной части Внутреннего Японского моря, на острове Кюсю, в префектуре Оита. Залив ограничен полуостровом Кунисаки с севера и полуостровом Саганосеки с юга.
Крупнейшими реками, впадающими в залив, являются Оита и Оно.
В центральной части залива глубина составляет около 50 м, максимальная — 72 м. У устья глубина составляет лишь 53 м, что препятствует сообщению придонных вод с морем.
Во внутренней части залива дно покрыто илистым материалом, а у устья — мелким песком.
С июля по ноябрь на глубине около 60 м образуется термоклин с резким перепадом температуры и солёности.
Залив Беппу находится на южной оконечности Центральной тектонической линии (Median Tectonic Line) и является частью грабена Хохи, расположенного в центральной части Кюсю. Геологические процессы, которые привели к формированию залива, начались около 5 млн лет назад.
В заливе водятся иваси, морской карась, камбала, креветки.
Северное побережье залива площадью 47 км² считается экологически или биологически значимой морской зоной (生物多様性の観点から重要度の高い海域), на ваттах обитают редкие двустворчатые и крабы, а также мечехвосты Tachypleus tridentatus.